# 新潟ニュースファイル
『新潟ニュースファイル』（にいがたニュースファイル）は、2006年4月3日から2008年3月28日までNHK新潟放送局で放送されていたローカルニュース番組。前番組は『新潟発ふれっしゅ便』であり、同番組をリニューアルする形でスタートした。後番組は『新潟ニュース610』。

## 放送時間
- 平日 18時10分 - 18時59分

## 出演者
佐野と渡辺は1週交代で担当。
- 中尾晃一郎（NHKアナウンサー）
- 佐野仁美（当時NHK新潟放送局契約キャスター）
- 渡辺ひとみ（当時NHK新潟放送局契約キャスター）

## テーマ曲
- オープニングテーマ：Clacks 「ミスター・エルガーと共に」
- お天気カメラ映像のパック:DEPAPEPE 「さくら舞う」
- 18時半頃の天気予報：DEPAPEPE 「きっとまたいつか (album version)」
- 19時前のローカル天気〜エンディングまで：Clacks 「#9-2003」
- その他